# 케이티 페더스턴
케이티 페더스턴(Katie Featherston, 1982년 10월 20일 ~ )는 미국의 배우이다. 《파라노말 액티비티》 시리즈에 출연하였다.

## 작품 목록
출연
- 파라노말 액티비티 - 케이티 역
- 파라노말 액티비티 2 - 케이티 역
- 워킹 디스턴스
- 파라노말 액티비티 3 - 케이티 역
- 파라노말 액티비티 4 - 케이티 역

감독
- 비커밍